# روبرت غيليسبي
روبرت غيليسبي (بالإنجليزية: Robert Gillespie)‏ هو ممثل بريطاني، ولد في 9 نوفمبر 1933 في فرنسا.

## وصلات خارجية
- روبرت غيليسبي على موقع IMDb (الإنجليزية)
- روبرت غيليسبي على موقع قاعدة بيانات برودواي على الإنترنت (الإنجليزية)
- روبرت غيليسبي على موقع قاعدة بيانات الفيلم (الإنجليزية)